# Recyclage des chaussées

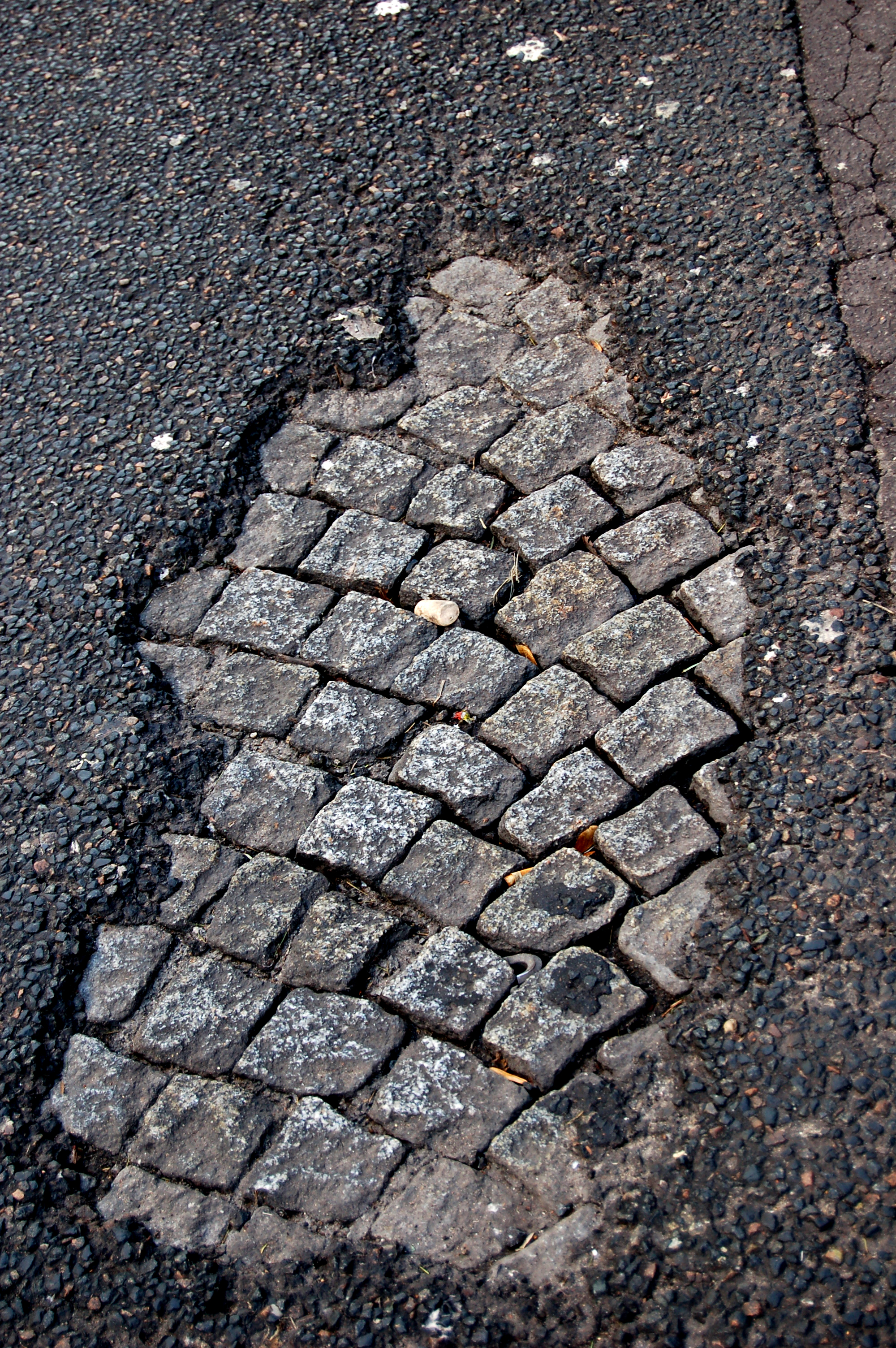
Pavés sous de l'enrobé bitumineux.

Le recyclage des chaussées se fait pour pallier l'usure de celles-ci,.

## Moderne
Le recyclage est fait lors de la réfection de la chaussée avec des machines appelées raboteuses possédant des griffes rotatives qui enlèvent la partie superficielle de la chaussée afin :
- de recycler les granulats et le bitume de celle-ci, ce qu'on nomme fraisat
- d'appliquer une nouvelle couche de chaussée